# Cerny-en-Laonnois
Cerny-en-Laonnois é uma comuna francesa na região administrativa de Altos da França, no departamento de Aisne. Estende-se por uma área de 7,22 km². Em 2010 a comuna tinha 63 habitantes (densidade: 8,7 hab./km²).